# Oficina de Consejeros de Política Europea
La Oficina de Consejeros de Política Europea (BEPA, por las siglas en inglés) u Oficina de Asesores de Política Europea, es el más alto órgano consultivo y de asesoramiento que asiste a la Comisión Europea, y en particular a su presidente, del cual depende orgánicamente. Su función es la de proporcionar al presidente y, en su caso, al Colegio de Comisarios, un análisis a fondo de la información disponible y de la situación general de las políticas de la Unión, con el fin de fundamentar las líneas de actuación estratégica que, en el medio y largo plazo, debe seguir la Comisión para el más eficaz y acertado ejercicio de sus funciones. BEPA es un servicio de naturaleza eminentemente política, sin función administrativa o ejecutiva alguna, con una finalidad consultiva, de estudio o asesoramiento, pero cuya importancia política real y relevancia en la formación de ideas y proyectos puede ser muy destacada.
Debido a su variada composición multidisciplinar, que cuenta con consejeros procedentes de distintos ámbitos y expertos en materias muy diversas, BEPA suele desempeñar también funciones de enlace con la sociedad civil, especialmente en las universidades y demás instituciones académicas, las confesiones religiosas, los partidos políticos nacionales y paneuropeos, el sector científico, el mundo de las finanzas y de la economía, etc.

## Composición
Existen tres categorías de Consejeros Políticos Europeos: 
- Consejeros natos, que lo son por razón del cargo que ocupan y durante el tiempo en que lo ocupen:
  - el Director de la Oficina,
  - el Director Adjunto,
  - el Consejero Jefe,
  - el Jefe de Gabinete del Presidente de la Comisión,
  - el Consejero Científico Jefe del Presidente,
- Consejeros especiales, nombrados y cesados libremente por el presidente de la Comisión, normalmente entre expertos en materias de interés y dedicados a una labor de asesoramiento exclusivo;
- Consejeros asociados, designados por un tiempo indefinido por el presidente de la Comisión o el Director de la Oficina para labores de asesoramiento continuo externalizado, son convocados a las reuniones en Bruselas y participan en la elaboración de informes. Suelen proceder del ámbito académico o de think tanks internacionales, contándose también políticos retirados de prestigio europeo.

Es el presidente quien designa a los miembros que considere más aptos para el puesto de Consejeros especiales y asociados, si bien suele ocurrir entre estos que el presidente añada uno o varios expertos a los existentes, relevando a algunos de los anteriores, pero habiéndose mantenido hasta la fecha una cierta tradición de continuidad en su composición general que favorezca el buen funcionamiento de sus trabajos como un laboratorio de ideas y de pensamiento muy cualificado. Es frecuente que los Consejeros asociados sean nombrados a propuesta del Director de la Oficina.

## Funcionamiento
Los trabajos de este órgano suelen repartirse por encargo del Presidente de la Comisión, y son coordinados por el Director de la Oficina de Consejeros de Política Europea (actualmente el economista portugués Vitor Gaspar). Se organizan grupos de trabajo sectoriales integrados por tres o más Consejeros expertos en la materia, encargados de la llevanza y del seguimiento de determinados asuntos y sus expedientes, y de las relaciones correspondientes, y se encomiendan áreas de actuación a los Consejeros en el ámbito externo o de relaciones y seguimiento. Así suelen establecerse un grupo de asuntos económicos, otro para la política exterior, y los demás que determine su Director. En todas estas tareas los Consejeros están asistidos por el Gabinete de Análisis, órgano permanente de la Oficina.
La Oficina se estructura a través de dos Grupos organizados en diversas unidades sectoriales, una unidad central y una secretaría, a saber:
- Un Grupo de Divulgación, dividido en tres unidades sectoriales o sectores, que en total incluyen a cuatro Consejeros permanentes y a seis asociados: 
  - un sector de diálogo europeo,
  - un sector de diálogo global y
  - un sector de redacción de discursos.
- Un Grupo de Análisis, integrado por cinco Consejeros permanentes y dos asociados, dirigidos por un coordinador.
  - Además incluye la unidad de apoyo al Consejero Científico Jefe del Presidente.
- Una Unidad de Coordinación
- Una Secretaría

La Oficina de Consejeros de Política Europea tiene la estructura y el rango formal de una Dirección General de la Comisión, integrada en la Oficina del Presidente de la Comisión.